# Tedejo
Tedejo es una localidad española que forma parte del municipio de Folgoso de la Ribera, perteneciente a la provincia de León, en la comunidad autónoma de Castilla y León.

## Geografía

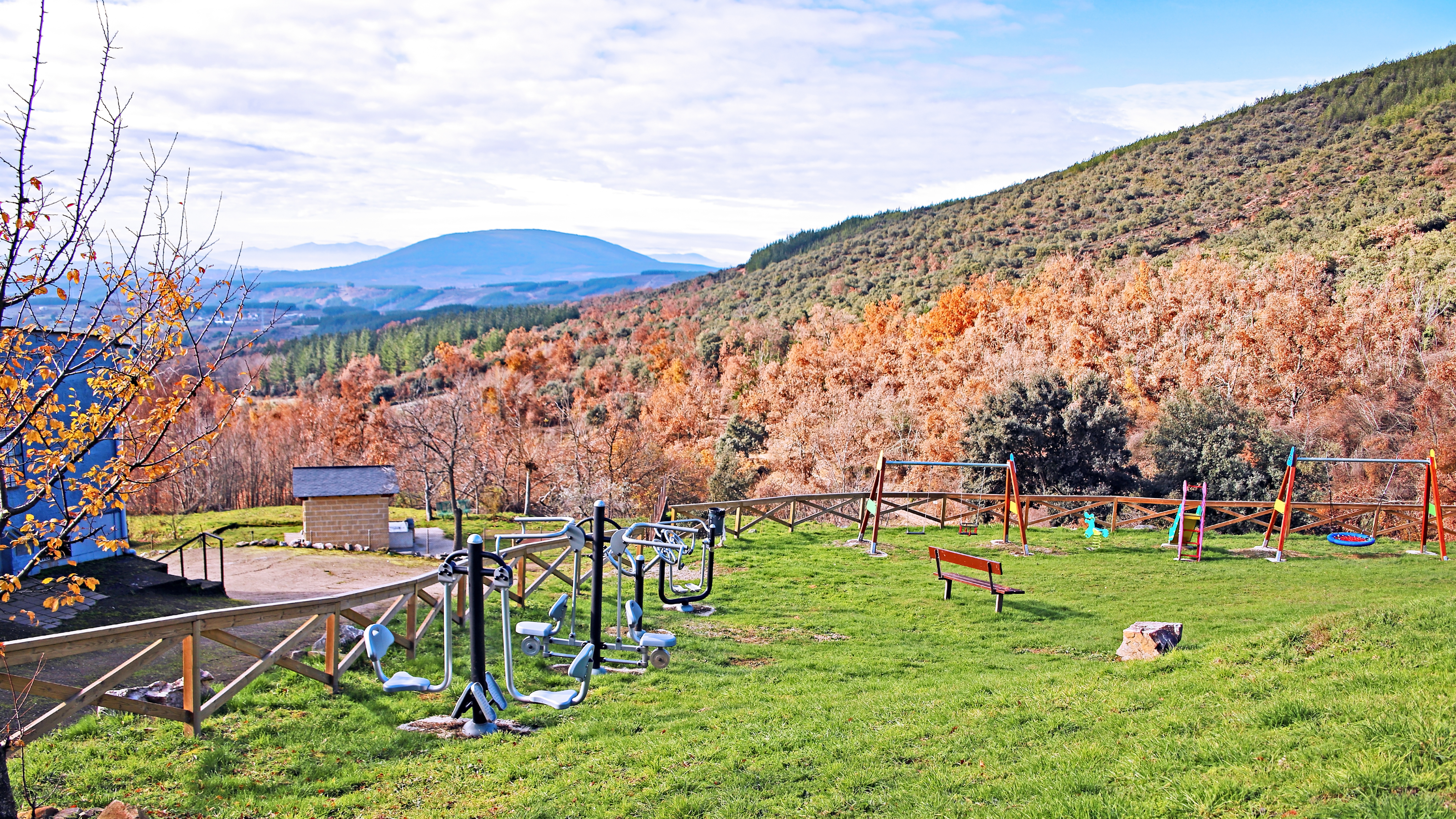
Parque en la localidad

### Ubicación
| Noroeste: Labaniego            | Norte: San Justo de Cabanillas | Noreste: Cabanillas de San Justo |
| Oeste: San Esteban del Toral   |                                | Este: El Valle                   |
| Suroeste San Esteban del Toral | Sur: Santibáñez del Toral      | Sureste: El Valle                |

## Historia
Hacia mediados del siglo XIX, el lugar, ya por entonces perteneciente a Folgoso, tenía contabilizada una población de 225 habitantes. Aparece descrito en el decimoquinto volumen del Diccionario geográfico-estadístico-histórico de España y sus posesiones de Ultramar de Pascual Madoz con las siguientes palabras:

VALLE DE TEDEJO: l. en la prov. de Leon (14 leg.), part. jud. de Ponferrada (3), dióc. de Astorga (7), aud. terr. y c. g. de Valladolid (32), ayunt. de Folgoso. sit. al pie de dos colinas; su clima templado y húmedo; sus enfermedades mas comunes fiebres catarrales, dolores de costado, y tercianas. Tiene 50 casas; escuela de primeras letras; igl. parr. (Sta. Eulalia) servida por un cura de ingreso, y 3 beneficiados, todos de presentacion del concejo del pueblo; un ayuda de parroquia (Sto. Tomás); una ermita los Stos. Mártires; y buenas aguas potables. Confina con Rozuelo, Villaviciosa de Perros, Santibañez y San Estéban; en su térm. se encuentran los cimientos de un ant. cast. llamado Tutela ó Tudela, el cual segun el P. Flores fue habitado por el ob. Gomelo. El terreno es de mediana y buena calidad, y le fertilizan las aguas de un arroyo que se forma en las colinas inmediatas. Ademas de los caminos locales, cuenta el de Bembibre, en cuyo punto recibe la correspondencia. prod.: granos, legumbres, vino, patatas, frutas, lino, hortaliza y pastos; cria ganados, y alguna caza. ind.: telares de lienzo. comercio: estraccion de castañas y demas frutas sobrantes. pobl.: 45 vec., 225 alm. contr. con el ayunt.
(Madoz, 1849, p. 597)

## Demografía
En 2023, la entidad singular de población tenía empadronados veintidós habitantes y el núcleo de población, también veintidós.
| Gráfica de evolución demográfica de Tedejo entre 2000 y 2017       |
|                                                                    |
| Población de derecho (2000-2017) según el padrón municipal del INE |